# Avrainvillea asarifolia
Espèce
Avrainvillea asarifolia est une espèce d'algues vertes de la famille des Udoteaceae (ou des Dichotomosiphonaceae, selon AlgaeBASE), présente dans la Caraïbe.